# Carousel (együttes)
A Carousel egy lett együttes, 2015-ben alakultak.

## Tagok
- Sabīne Žuga  - ének
- Mārcis Vasiļevskis -  gitár

## Az együttes története
2019. február 17-én a Supernova című lett eurovíziós nemzeti dalválasztó műsor résztvevői voltak, amit megnyertek.
A duó képviselte Lettországot a 2019-es Eurovíziós Dalfesztiválon Tel-Avivben, a That Night című dalukkal. A verseny második elődöntőjében a 15. helyen végeztek, így nem sikerült továbbjutniuk a döntőbe.

## Fordítás
Ez a szócikk részben vagy egészben  a    Carousel című német Wikipédia-szócikk fordításán alapul.  Az eredeti cikk szerkesztőit annak laptörténete sorolja fel. Ez a jelzés csupán a megfogalmazás eredetét és a szerzői jogokat jelzi, nem szolgál a cikkben szereplő információk forrásmegjelöléseként.